# Natascha Massop
Natascha Massop es una deportista neerlandesa que compitió en ciclismo en la modalidad de BMX. Ganó una medalla de plata en el Campeonato Mundial de Ciclismo BMX de 1996 y una medalla de plata en el Campeonato Europeo de Ciclismo BMX de 1997.

## Palmarés internacional
| Campeonato Mundial | Campeonato Mundial        | Campeonato Mundial | Campeonato Mundial |
| Año                | Lugar                     | Medalla            | Competición        |
| ------------------ | ------------------------- | ------------------ | ------------------ |
| 1996               | Brighton (Reino Unido)    | Medalla de plata   | Carrera            |
| Campeonato Europeo |                           |                    |                    |
| Año                | Lugar                     | Medalla            | Competición        |
| 1997               | Doetinchem (Países Bajos) | Medalla de plata   | Carrera            |